# Вороновский сельсовет (Дмитровский район)
Вороновский сельсовет — упразднённая административно-территориальная единица, существовавшая на территории Московской губернии и Московской области до 1939 года.
Вороновский сельсовет был образован в первые годы советской власти. По данным 1918 года он входил в состав Дмитровской волости Дмитровского уезда Московской губернии.
В 1923 году к Вороновскому с/с был присоединён Соколовский с/с.
По данным 1926 года в состав сельсовета входили село Вороново, деревня Соколово и лесная сторожка.
В 1929 году Вороновский с/с был отнесён к Дмитровскому району Московского округа Московской области.
17 июля 1939 Вороновский с/с был упразднён. При этом его территория (селения Вороново и Соколово) была передана Даниловскому с/с.